# Last Dance (canção)
"Last Dance" é uma canção do grupo sul-coreano Big Bang. Foi lançada digitalmente em 12 de agosto de 2016 pela YG Entertainment, como o sexto single de seu terceiro álbum de estúdio Made (2016). A canção atingiu a segunda posição na Gaon Digital Chart na Coreia do Sul e posicionou-se dentro do top 10 da Billboard Japan Hot 100 no Japão. 

## Antecedentes
Em 7 de dezembro de 2016, uma imagem teaser foi lançada pela YG Entertainment, contendo informações sobre o nome da canção e os responsáveis pela sua produção. Para apoiar seu lançamento, em 12 de dezembro, o grupo realizou uma contagem regressiva oficial em um evento ao vivo através do aplicativo "V" do portal Naver.

## Composição
"Last Dance" é uma canção lenta de R&B com elementos de balada e pop rock, escrita por G-Dragon, T.O.P e Taeyang e produzida pelo primeiro juntamente com Jeon Yong Jun, a faixa é descrita pelo quinteto como uma canção que fala sobre a história do Big Bang e com um sentido de recordar os melhores momentos. Liricamente, ela expressa as memórias do grupo nos últimos dez anos e a conexão dos membros com seus fãs.

## Recepção da crítica
A canção foi recebida com análises positivas dos críticos de música, Tamar Herman da Billboard descreveu-a como "uma balada pop rock evocativa, que serve como uma ode ao tempo da banda juntos, onde prometem "Eu voltarei para você". Herman destacou o rap de T.O.P no clímax da canção, como sendo tocante e "acompanhado por uma amostra de aplausos de fãs", o que considerou como uma maneira de incorporar os fãs do Big Bang "em sua despedida por um futuro previsível". Jeff Benjamin da Fuse, elogiou a produção e o assunto de "Last Dance", para ele os membros cantam de forma emocionalmente sugestiva, seguindo o mesmo estilo de canções como "Loser" e "Let's Not Fall in Love". Benjamim termina sua análise indicando que a faixa "soa como uma carta de amor", demonstrando a estreita ligação entre o grupo e seus fãs. Para o serviço de transmissão de música KKBox, "Last Dance" possui uma mensagem inquietante, porém considerada "realista", permitindo que os ouvintes se sintam "fascinados" e "tocados".

## Vídeo musical
O vídeo musical de "Last Dance" foi filmado em Seul, Coreia do Sul, em 15 de outubro de 2016. Tendo sido dirigido por Han Sa-min que já havia trabalhado previamente com o Big Bang em "Loser" e "Sober". Lançado em 12 de dezembro, o vídeo musical obteve mais de quatro milhões de visualizações em 24 horas, e tornou-se o segundo vídeo musical de K-pop mais visto na América e ao redor do mundo no referido mês, atrás apenas de "Fxxk It", também pertencente ao grupo.

## Desempenho nas paradas musicais
Na Coreia do Sul, "Last Dance" obteve pico de número dois na Gaon Digital Chart e Gaon Download Chart, com vendas totais de 281,843 mil downloads digitais em cinco dias, atrás apenas de "Fxxk It", em sua primeira semana de lançamento, além de posicionar-se em número três na Gaon Streaming Chart com 5,3 milhões de transmissões. Na semana seguinte, moveu-se para as posições de número cinco e seis, respectivamente, nas paradas Gaon Digital Chart e Gaon Download Chart com vendas de 99,630 mil cópias. Na China, a canção conquistou desempenho semelhante ao atingir a segunda posição em três paradas musicais e em duas paradas de vídeo da QQ Music. Em três dias, "Last Dance" já havia vendido 335,813 mil downloads digitais e seu vídeo musical obteve 1,6 milhão de visualizações. Nos Estados Unidos, a canção alcançou a terceira posição na Billboard World Digital Songs, com vendas de quatro mil cópias em três dias.

### Posições
| Paradas (2016)                                 | Melhor posição |
| ---------------------------------------------- | -------------- |
| China (QQ Music Daily Chart)                   | 2              |
| China (QQ Music Weeky Chart)                   | 29             |
| China (QQ Music South Korean Weeky Chart)      | 2              |
| Coreia do Sul (Gaon Weekly Digital Chart)      | 2              |
| Coreia do Sul (Gaon Monthly Digital Chart)     | 5              |
| Coreia do Sul (Gaon Weekly Download Chart)     | 2              |
| Coreia do Sul (Gaon Weekly Streaming Chart)    | 3              |
| Estados Unidos (Billboard World Digital Songs) | 3              |
| Japão (Billboard Japan Hot 100)                | 9              |

### Vendas
| País           | Parada                        | Vendas  |
| -------------- | ----------------------------- | ------- |
| Coreia do Sul  | Gaon Download Chart (2016)    | 448,759 |
| Estados Unidos | Billboard World Digital Songs | 4,000   |

### Vitórias em programas de música
| Data                   | Programa   | Emissora |
| ---------------------- | ---------- | -------- |
| 23 de dezembro de 2016 | Music Bank | KBS      |

## Histórico de lançamento
| Região        | Data                   | Formato             | Gravadora        |
| ------------- | ---------------------- | ------------------- | ---------------- |
| Coreia do Sul | 12 de dezembro de 2016 | CD download digital | YG Entertainment |
| Mundo         | 12 de dezembro de 2016 | CD download digital | YG Entertainment |